# Europäischer Parkverbund Lausitz
Der Europäische Parkverbund Lausitz wurde gegründet, um regionale Denkmale der Garten- und Baukunst gemeinsam in hoher Qualität erhalten und ihre touristischen Perspektiven stetig zu verbessern.

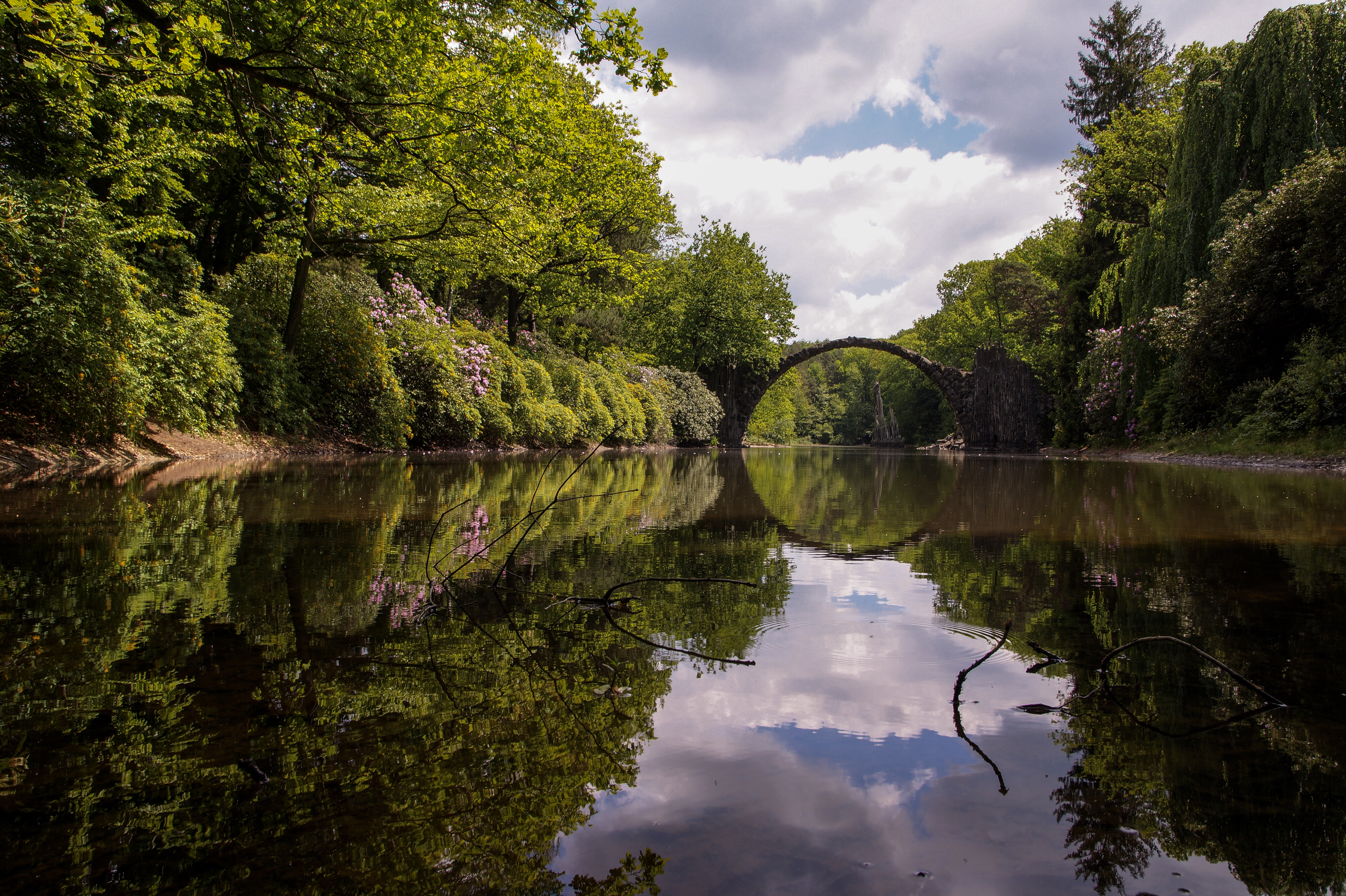
Rakotzbrücke Kromlau

## Lage
Die Parks liegen im Süden des Landes Brandenburg, im Osten des Landes Sachsen und in den benachbarten Grenzregionen von Polen. Gleichzeitig ist dies auch das Gebiet der Euroregionen Spree-Neiße-Bober und Neisse-Nisa-Nysa und der Lausitz.

## Geschichte
Schon bei der Entstehung gab es zwischen einigen Parks Gemeinsamkeiten durch die Person eines Schöpfers und durch Vorbilder aus dem Ausland.
Einzelne Parks wurden schon seit vielen Jahren von der Europäischen Union im Rahmen des Programmes INTERREG mit EFRE-Mitteln gefördert.

### Gründung des Parkverbunds
Der Europäische Parkverbund Lausitz wurde 2010 unter dem Motto Von Graf Brühl bis Fürst Pückler gegründet. Mitglieder sind seitdem der Fürst-Pückler-Park Bad Muskau, der Fürst-Pückler-Park Branitz, der Ostdeutsche Rosengarten Forst und der Schlosspark von Brody/Pförten.

### Erste Erfolge

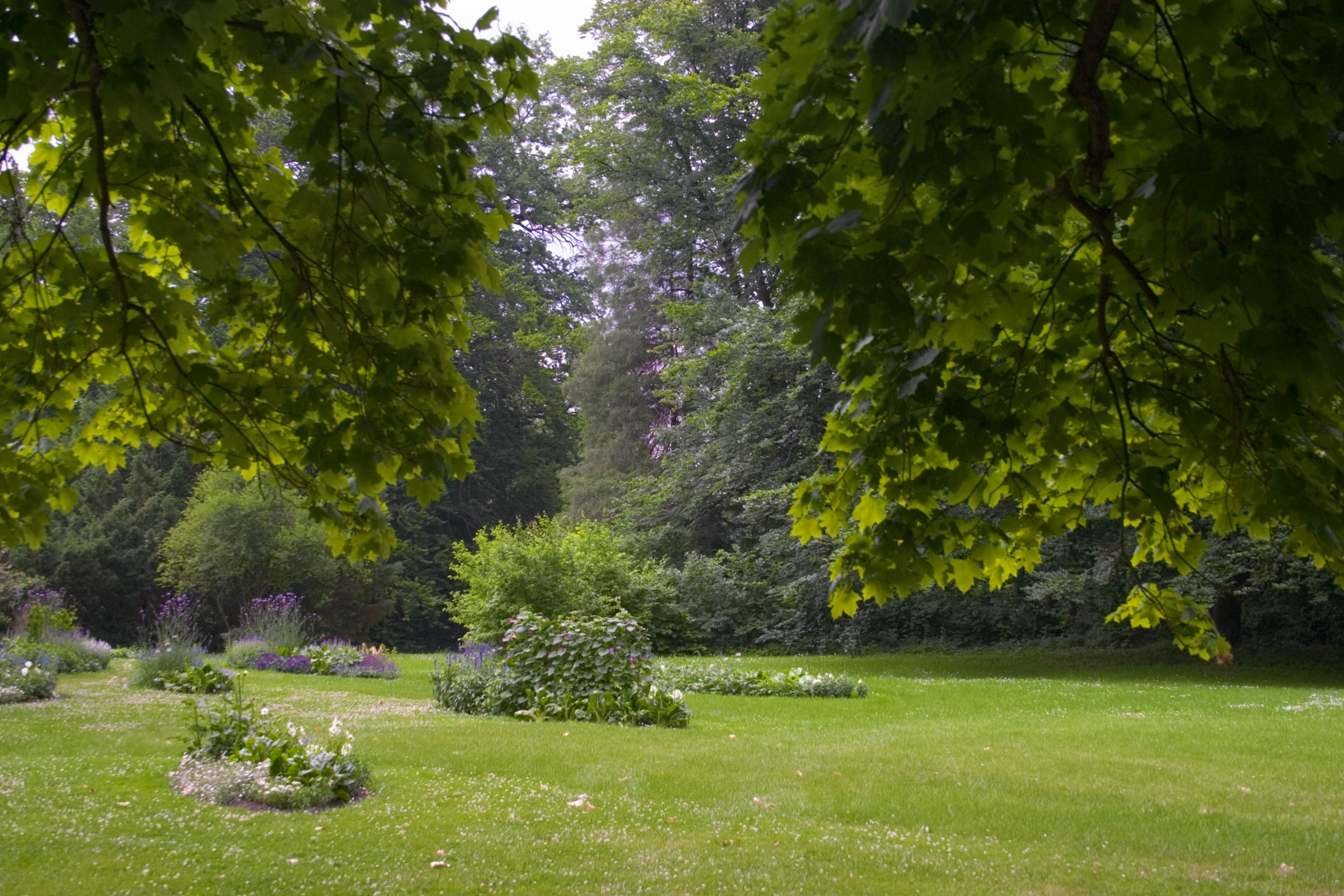
Parklandschaft Muskau

Der älteste der Parks in Brody/Pförten aus dem 18. Jahrhundert hat sich verjüngt. Der Park in Bad Muskau, geschaffen 1815 bis 1845 von Hermann Fürst Pückler, wurde noch attraktiver. Der Branitzer Park, Pücklers Spätwerk (1846–71), wurde samt Schloss zur noch stärker geförderten Landesstiftung und der Ostdeutsche Rosengarten, 1913 auf brühlschem Grund als Gartenmesse errichtet, beging sein 100-jähriges Jubiläum mit vielen nachhaltigen Investitionen. In Themenjahren und Ausstellungsprojekten wurden die Einrichtungen verbessert und der Öffentlichkeit näher gebracht. Auch die Namen Heinrich Graf Brühl in Forst/Pförten und Hermann Fürst Pückler in Muskau und Branitz wurden dadurch noch bekannter. Beide Fürsten haben bedeutende Parks und Schlösser hinterlassen, sie und ihre Nachkommen haben die Lausitz als Kulturlandschaft nachhaltig geprägt. Die Denkmale der Garten- und Baukunst konnte der Verbund erhalten und ihre touristischen Perspektiven verbessern. So wurde der Parkverbund im Jahr 2013 durch das Bundesbauministerium sowie das polnische Ministerium für Regionalentwicklung als ein modellhaftes deutsch-polnisches Kooperationsprojekt ausgezeichnet. Auch die Euroregion Spree-Neiße-Bober würdigte die Erfolge mit einem feierlichen Kolloquium zum Thema „20 Jahre grenzüberschreitende Zusammenarbeit in der Euroregion Spree-Neiße-Bober“ am 21. September 2013 in Forst.

### Fünf neue Mitglieder im Parkverbund
Der Verbund hat sich seit Juni 2017 um weitere fünf Anlagen erweitert: den Schlosspark Zatonie (Günthersdorf, Ortsteil von Zielona Góra), den Kromlauer Park, den Schlosspark Altdöbern, den Schlosspark Neschwitz (bei Bautzen) und den Schlosspark Żagań (Sagan). Hier kommen eine erhebliche landschaftsgärtnerische Vielfalt und architektonische Kostbarkeiten dazu. Wie günstig sich das Zusammenwirken für die einzelnen Parks auswirkt, zeigt das Beispiel Kromlau, wo seit Ende 2017 Fördermittel, unter anderem für die Sanierung der einmaligen Rakotz-Brücke, in Höhe von 3,5 Millionen Euro zur Verfügung stehen. Für den verwilderten Park Zatonie (Günthersdorf) werden 2,5 Millionen Euro zur Verfügung gestellt, „um ihn aus seinem Dornröschenschlaf zu erwecken“.

## Mitglieder

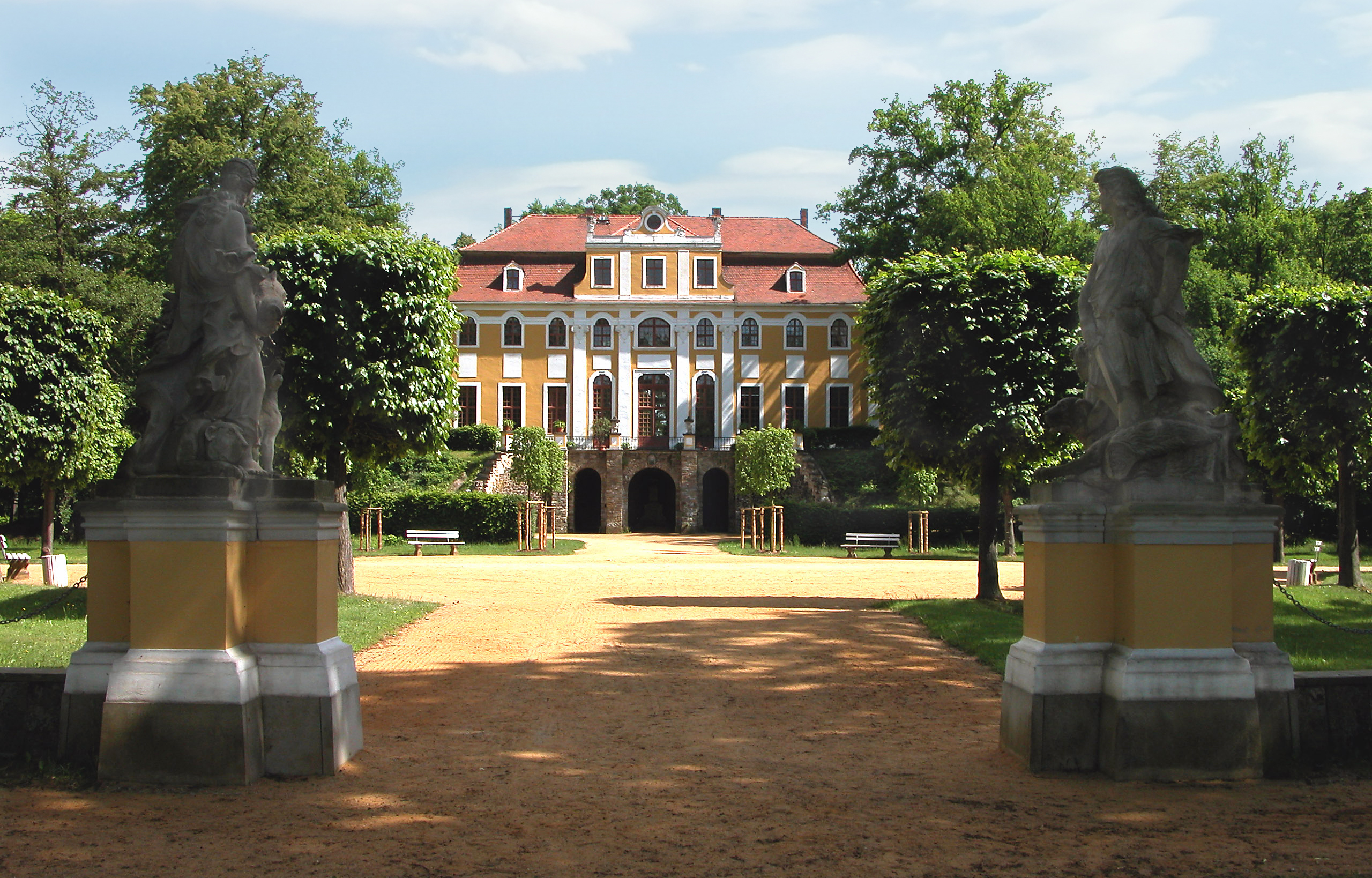
Barockschloß Neschwitz

- Fürst-Pückler-Park Bad Muskau seit 2010
- Fürst-Pückler-Park Branitz seit 2010
- Ostdeutscher Rosengarten Forst seit 2010
- Schlosspark Pförten (Brody) seit 2010
- Schlosspark Zatonie (Günthersdorf) des Schloss Günthersdorf (Ortsteil von Zielona Góra) seit 2017
- Azaleen- und Rhododendronpark Kromlau seit 2017
- Park und Schloss Altdöbern seit 2017
- Park und Barockschloss Neschwitz seit 2017
- Park und Schloss Sagan in Żagań seit 2017